# Futoshi Ikeda
Pour les articles homonymes, voir Ikeda.
Futoshi Ikeda (池田 太, Ikeda Futoshi) est un footballeur japonais né le 4 octobre 1970 à Koganei au Japon.

## Carrière

### Joueur
Futoshi Ikeda est un défenseur des Urawa Red Diamonds de 1993 à 1996.

### Entraîneur
Il est l'entraîneur adjoint de l'Avispa Fukuoka dans les années 2010.
Il est le sélectionneur de l'équipe du Japon féminine de football de 2021 à 2024, menant la sélection en demi-finales de la Coupe d'Asie 2022 ainsi qu'en quarts de finale de la Coupe du monde 2023 et des Jeux olympiques de 2024.
En janvier 2025, il est nommé sélectionneur de l'équipe de Thaïlande féminine de football.